# Jülich
Jülich (Nederlands: Gulik, in oude Duitse spelling ook Guelich of Gülich) is een stad in de Duitse deelstaat Noordrijn-Westfalen, gelegen in de Kreis Düren aan de Roer. De stad telt 32.336 inwoners (31 december 2020) op een oppervlakte van 90,40 km². Naburige steden zijn onder andere Düren, Eschweiler en Linnich. De stad ligt op ongeveer twintig kilometer ten oosten van de Nederlandse grens bij Ubach-Palenberg en het Nederlandse Landgraaf. 

## Geschiedenis
In de Romeinse tijd was Juliacum een halteplaats aan de heirbaan Boulogne-Keulen. Jülich was gedurende de middeleeuwen en het begin van de moderne tijd de hoofdstad van het belangrijke hertogdom Gulik (Duits: Herzogtum Jülich) een tot de Nederrijns-Westfaalse Kreits behorend hertogdom binnen het Heilige Roomse Rijk. Het omvatte een gebied langs de Roer, tussen het gebied van de bisschop van Keulen (het keurvorstendom Keulen) en die van Luik, direct grenzend aan het huidige Nederlands Zuid-, Midden- en Noord-Limburg. Het had ongeveer de omvang van het westelijk van Limburg gelegen prinsbisdom Luik. Het oude hertogdom Limburg en de (Brabantse) landen van Overmaas lagen dus ingeklemd tussen deze beide 'buitenlandse' gewesten. Door zijn ligging en omvang zou dit kreits-grensland dan ook gezien kunnen worden als een Nederrijnse voorloper of pendant van de huidige Nederlandse provincie, die toen zelf nog verre van een eenheid vormde. Ook taalkundig sluit het geheel bij Limburg aan. De Limburgse dialecten lopen aan de oostzijde over in de Nederrijnse.

## Economie
In Jülich is het Forschungszentrum Jülich gevestigd, een van de grootste interdisciplinaire onderzoekscentra in Europa. Er wordt onderzoek verricht op het gebied van gezondheid, energie, milieu en informatie. Van 1966 tot 1988 was hier de eerste hogetemperatuurreactor ter wereld in werking.
Daarnaast kent Jülich een suikerfabriek. De plaats is tevens de thuishaven van onder meer de professionele tafeltennisclub TTC indeland Jülich.
Ten oosten van Jülich ligt de dagbouwgroeve Hambach met de stortberg Sofienhöhe die goed vanuit het stadje te zien is.

## Geboren in Jülich
- Marie Clermont (1860-1922), Nederlands actrice

## Stadsdelen
| - Altenburg - Barmen - Bourheim - Broich - Daubenrath - Güsten | - Kernstadt - Kirchberg - Koslar - Lich-Steinstraß - Mersch | - Merzenhausen - Pattern - Selgersdorf - Stetternich - Welldorf (met Serrest) |

## Bezienswaardigheden
- Vestingwerken:
  - Citadel
  - Brückenkopfpark (evenementenpark rond het bruggenhoofd)
- Hexenturm (stadspoort)

## Afbeeldingen

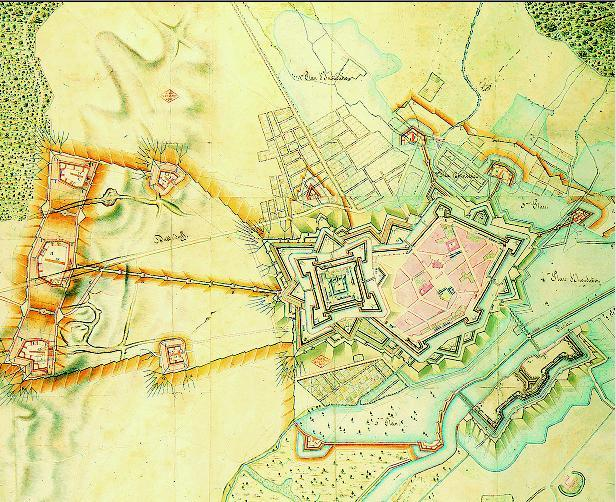
Plattegrond met stervormige citadel en bruggenhoofd
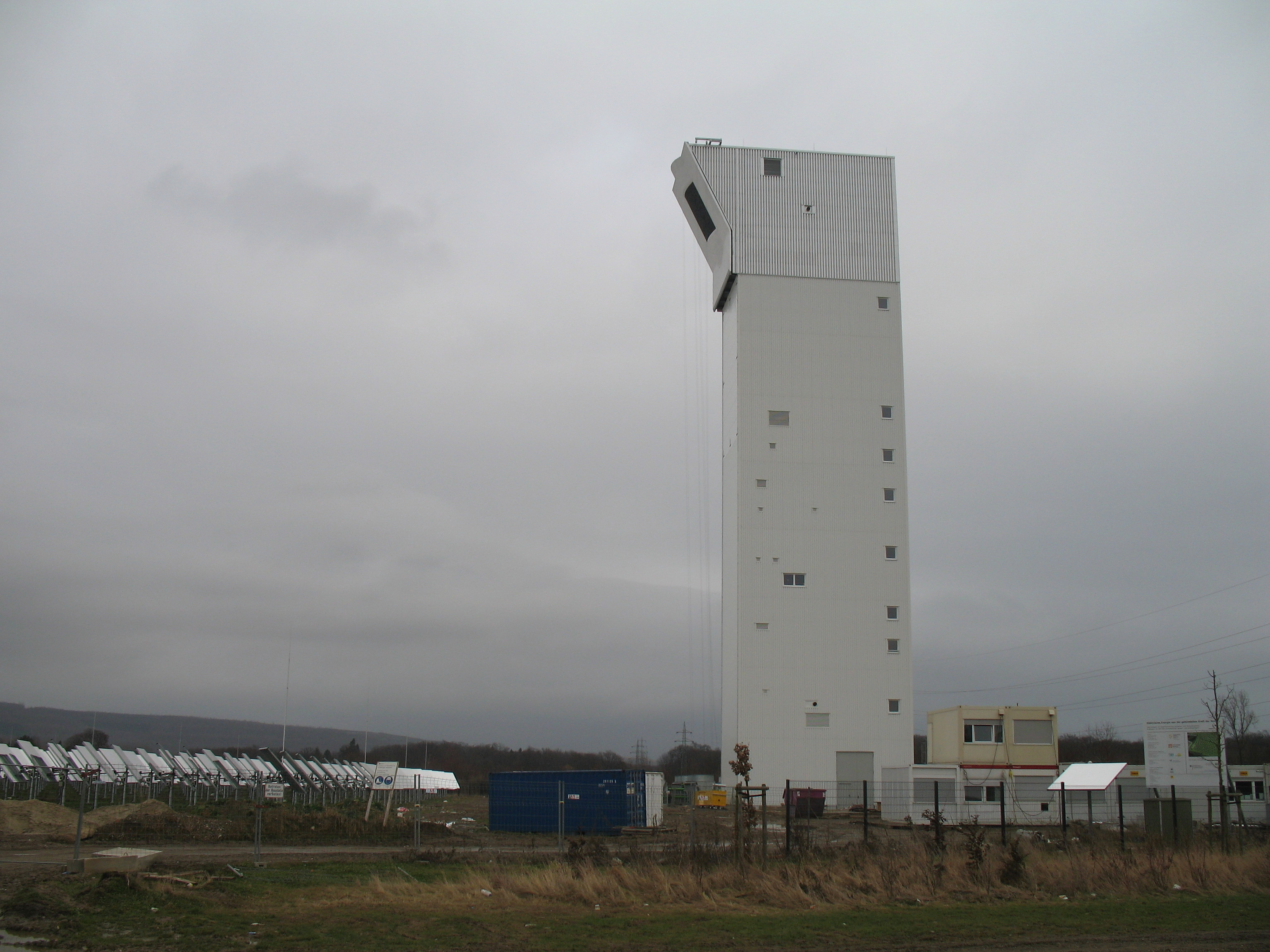
Solarthermisches Versuchskraftwerk Jülich STJ

Aldenhoven · Düren · Heimbach · Hürtgenwald · 
Inden · Jülich · Kreuzau · Langerwehe · Linnich · Merzenich · Nideggen · Niederzier · Nörvenich · Titz · Vettweiß